# Cosma Shiva Hagen

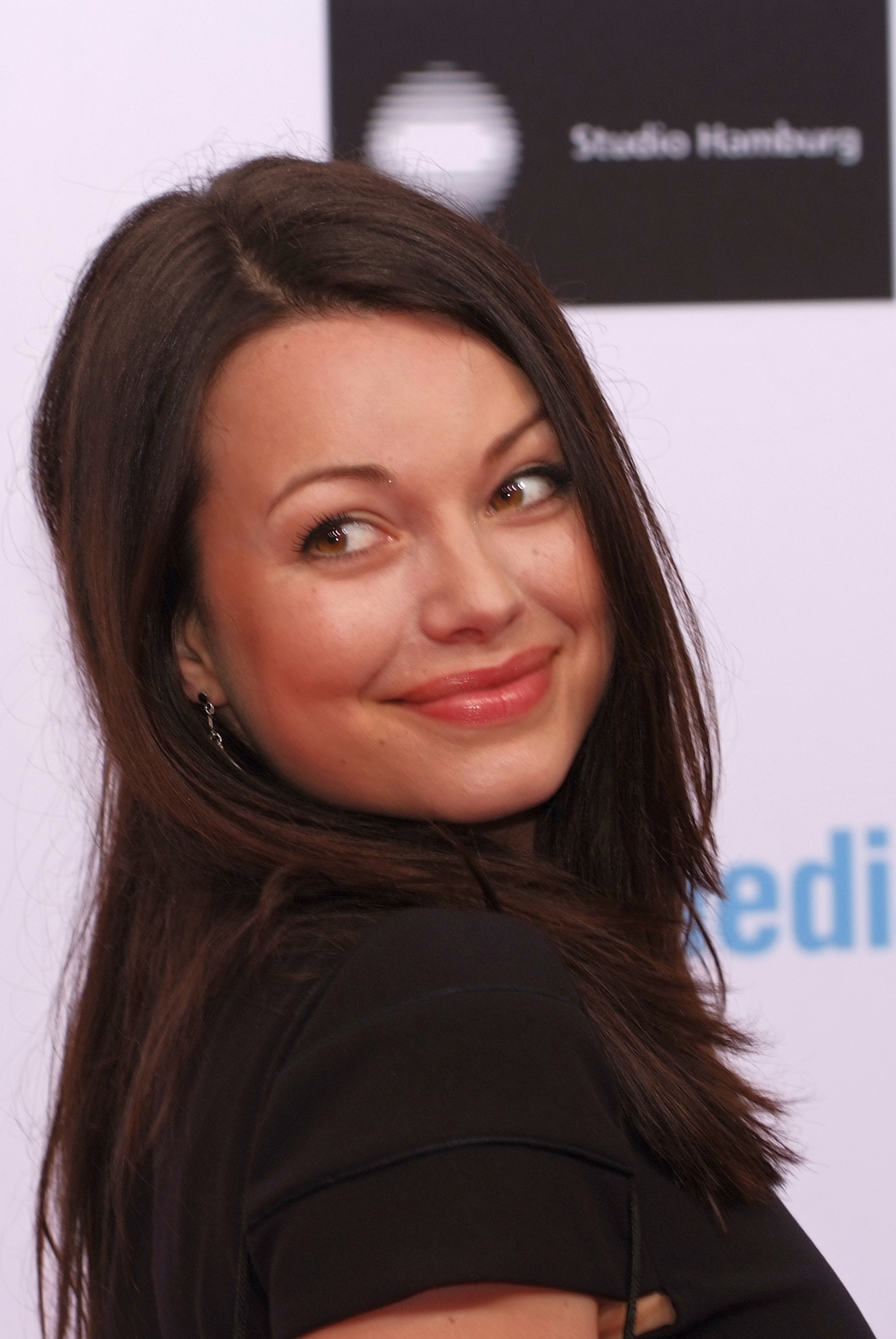
Cosma Shiva Hagen, 2012

Cosma Shiva Hagen (* 17. Mai 1981 in Los Angeles) ist eine deutsch-US-amerikanische Schauspielerin und Synchronsprecherin.

## Leben
Cosma Shiva Hagen ist die Tochter des Musikers Ferdinand Karmelk († 1988) und der Sängerin Nina Hagen. Sie ist Enkelin der Schauspielerin Eva-Maria Hagen und des Drehbuchautors Hans Oliva-Hagen. Sie verbrachte einen großen Teil ihrer Kindheit während der Tourneen ihrer Mutter im Bandbus. Sie beendete ihre Schulausbildung mit dem Hauptschulabschluss.
Hagen lebte in London, Berlin, Hamburg, Paris, auf Ibiza und in Lüneburg. Bis 2013 betrieb sie über 5 Jahre in Hamburg die Bar „Sichtbar“. 2020 zog sie in ein Tiny House in der Nähe von Hamburg.

## Karriere
1996 gab Cosma Shiva Hagen als Junkie in dem Fernsehfilm Crash Kids ihr Filmdebüt. Einem breiten Publikum bekannt wurde sie 1998 mit dem Film Das merkwürdige Verhalten geschlechtsreifer Großstädter zur Paarungszeit. 1999 spielte sie im Rahmen des Theatersommers in Garmisch-Partenkirchen die Rolle der Momo im gleichnamigen Theaterstück nach dem Roman von Michael Ende. Im selben Jahr war sie in Peter Vogels Filmdrama Einfach raus als Filmtochter von Ulrich Mühe und Susanne Lothar zu sehen. 2002 spielte sie neben Iris Berben in dem ZDF-Krimi Rosa Roth – Die Abrechnung die Bankangestellte Martha Hanson, die nach einem Bankraub das Geld selbst entwendet, nachdem der Bankräuber es bei seiner Flucht verliert. Daneben war sie in weiteren Gastrollen in Krimiserien wie Bella Block, Tatort, Nachtschicht, Pfarrer Braun und Einsatz in Hamburg zu sehen. 
2003 ließ Hagen sich von Jim Rakete für das Männermagazin Playboy fotografieren. 2004 spielte sie in Otto Waalkes’ Kinokomödie 7 Zwerge – Männer allein im Wald und in der Filmfortsetzung 7 Zwerge – Der Wald ist nicht genug von 2006 an der Seite ihrer Mutter die Rolle des Schneewittchens. 2014 war sie in eben dieser Rolle in dem Computeranimationsfilm Der 7bte Zwerg, der Fortsetzung der Realfilme, als Sprecherin zu hören.
Hagen ist neben ihren Arbeiten auf der Bühne vor der Kamera als Synchronsprecherin tätig. In dem in den Walt Disney Studios entstandenen US-amerikanischen 36. Zeichentrickfilm Mulan sprach sie 1998 die Titelrolle und lieh dabei der US-Amerikanerin Ming-Na Wen ihre Stimme. Im selben Jahr synchronisierte sie in dem Zeichentrickfilm Rudolph mit der roten Nase Rudolphs Freundin Zoey. 2007 gab sie der Lichtelfe Luna in dem Computerspiel Legend: Hand of God Stimme und Aussehen. In der DreamWorks-Animations-Actionkomödie Kung Fu Panda sowie in den Fortsetzungen Kung Fu Panda 2 (2011) und Kung Fu Panda 3 (2016) lieh sie der Figur Viper ihre Stimme. 2014 übernahm sie in dem deutsch-australischen Animationsfilm Die Biene Maja – Der Kinofilm die Sprechrolle der Biene Kassandra.

## Soziales Engagement

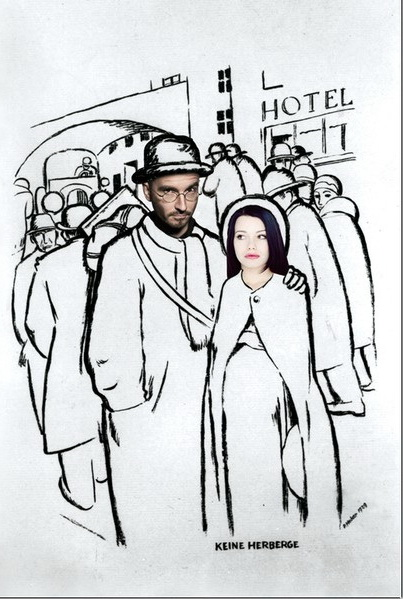
„Weihnachten 2015“

Hagen reiste 2003 für das UN-Flüchtlingswerk UNHCR nach Sierra Leone (Westafrika) zur Förderung von Schulen für ehemalige Kindersoldaten. Der gleichzeitige Spendenaufruf auf dem Sender RTL erbrachte vier Millionen Euro Erlös. Sie engagiert sich außerdem für die Tierschutzorganisation PETA. Als öffentliche Unterstützerin von Fairtrade wirkte sie 2008 in einem Film mit und war 2012 bei der Verleihung der Fairtrade-Awards dabei.
2015 wirkte sie zusammen mit Mark Benecke bei einem Projekt des Kölner Künstlers Cornel Wachter mit, bei dem eine Montage der Peter-Hecker-Zeichnung (K)Eine Herberge von 1929 mit realen Köpfen für Maria und Josef umgesetzt wurde.

## Filmografie (Auswahl)
- 1996: Crash Kids (Fernsehfilm)
- 1997: Bella Block: Tod eines Mädchens (Fernsehreihe)
- 1998: Das merkwürdige Verhalten geschlechtsreifer Großstädter zur Paarungszeit
- 1998: Der Laden (Fernsehdreiteiler, zwei Episoden)
- 1999: Sweet Little Sixteen (Fernsehfilm)
- 1999: Todesengel (Fernsehfilm)
- 1999: Einfach raus (Fernsehfilm)
- 1999: Tatort: Martinsfeuer (Fernsehreihe)
- 1999: Dr. Stefan Frank – Der Arzt, dem die Frauen vertrauen – Ironie des Schicksals (Fernsehserie)
- 2000: Marlene
- 2001: Abschnitt 40 (Fernsehserie, eine Folge)
- 2001: Bella Block: Schuld und Liebe (Fernsehreihe)
- 2001: Rosa Roth – Die Abrechnung (Fernsehreihe)
- 2002: Politibongo (Fernsehserie, fünf Episoden)
- 2002: Das letzte Versteck (Fernsehfilm)
- 2002: Die fabelhaften Schwestern (Fernsehfilm)
- 2002: Tatort – Todesfahrt (Fernsehreihe)
- 2003: Nachtschicht – Amok! (Fernsehserie)
- 2003: SOKO München (Fernsehserie, Episode 283 Seitensprünge)
- 2003: Dirty Sky
- 2004: Die Rosenheim-Cops (Fernsehserie, Episode Der verräterische Papagei)
- 2004: Pfarrer Braun: Ein verhexter Fall und Der Fluch der Pröpstin (Fernsehreihe)
- 2004: 7 Zwerge – Männer allein im Wald
- 2004: Einsatz in Hamburg – Bei Liebe Mord (Fernsehreihe)
- 2005: Short Order – Das Leben ist ein Buffet
- 2006: 7 Zwerge – Der Wald ist nicht genug
- 2006: Karol Wojtyła – Geheimnisse eines Papstes (Fernsehfilm)
- 2007: Die Aufschneider
- 2007: Der Alte (Fernsehserie, Episode 32x02 Bei Einbruch Mord)
- 2007: Shades of Truth
- 2008: Speed Racer
- 2008: Schade um das schöne Geld (Fernsehfilm)
- 2008: Der Bibelcode (Fernsehfilm)
- 2008: Die Weisheit der Wolken (Fernsehfilm)
- 2009: Lutter: Mordshunger (Fernsehreihe)
- 2009: Try a Little Tenderness (Kurzfilm)
- 2009: Fire!
- 2009: Nachtschicht – Wir sind die Polizei (Fernsehreihe)
- 2010: Alarm für Cobra 11 (Fernsehserie, Episode 15x11 Cyberstorm)
- 2010: Einsatz in Hamburg – Rot wie der Tod (Fernsehreihe)
- 2010: Kommissar Stolberg (Fernsehserie, Episode 5x01 Der Freund von früher)
- 2012: Schief gewickelt (Fernsehfilm)
- 2013: Mordkommission Istanbul – Rettet Tarlabasi (Fernsehreihe)
- 2014: Männerhort
- 2015: SOKO München (Fernsehserie, Episode Ore-Ore)
- 2015: Der 8. Kontinent
- 2016: T.H.U.G: True Hustler Under God
- 2017: Montrak
- 2018: SOKO Köln (Fernsehserie, Episode Ohne Reue)

Synchronrollen (Auswahl)
Soweit nicht anders vermerkt, jeweils die deutsche Fassung.
- 1998: Mulan (Zeichentrickfilm, Stimme für Mulan)
- 1998: Rudolph mit der roten Nase (Zeichentrickfilm, Stimme für Zoey)
- 2002: 8 Frauen (Synchronstimme für Ludivine Sagnier)
- 2003: Chihiros Reise ins Zauberland (Zeichentrickfilm, Stimme für Lin)
- 2005: Isnogud – Der bitterböse Großwesir (Synchronstimme für Juliette Poissonier)
- 2007: Legend: Hand of God (Computer-Rollenspiel, Stimme der Lichtelfe Luna)
- 2008: Kung Fu Panda (Zeichentrickfilm, Stimme für Viper)
- 2009: Die Legende vom Schatz im Silbersee (Zeichentrickfilm, Stimme für Winnetous Schwester Nscho-tschi)
- 2011: Kung Fu Panda 2 (Zeichentrickfilm, Stimme für Viper)
- 2011: Hexe Lilli – Die Reise nach Mandolan (Stimme für Suki)
- 2014: Die Biene Maja – Der Kinofilm (Stimme für Frau Kassandra)
- 2014: Der 7bte Zwerg (Stimme für Schneewittchen)
- 2016: Kung Fu Panda 3 (Zeichentrickfilm, Stimme für Viper)

## Theater (Auswahl)
- 1999: Momo (Titelrolle)
- 2004: Romeo und Julia (Weibliche Titelrolle)
- 2010: Die Nadel der Kleopatra (Weibliche Hauptrolle)
- 2013: Nibelungenfestspiele Worms (Kriemhild)
- 2015: Bad Hersfelder Festspiele – Komödie der Irrungen (Adriana, die Frau des Antipholus aus Ephesus)
- 2018: Wir lieben und wissen nichts – Theater an der Kö
- 2020: Sternstunden – Comödie Dresden[7]

## Musik
- ca. 2001: Diverse Musik-Events unter dem Label Galaxina, u. a. Goa-Partys
- 2002: Rilke Projekt – … in meinem wilden Herzen, Titel: Lieben
- 2017: The Döftels feat. Cosma Shiva Hagen – Tanzen[8][9]

## Sonstiges
- 2010: Model für den Dessous- und Wäschehersteller Mey[10]
- 2010: Model für das Textillabel Mexx
- 2009–2014: sichtbar in Hamburg – Geschäftsführerin und künstlerische Programmgestaltung[11]

## Auszeichnungen
- 1999: New Faces Award – Beste Nachwuchsschauspielerin in Sweet Little Sixteen
- 1999: Lilli-Palmer-Gedächtniskamera – Beste Nachwuchsschauspielerin
- 2000: Jupiter – Leserpreis der Zeitschrift Cinema
- 2001: Deutscher Filmpreis – nominiert für die beste Nebenrolle in Bella Block – Schuld und Sühne
- 2002: Angel Award – Best Newcomer (Short Order) – Monaco Filmfestival
- 2005: Undine Award – Beste jugendliche Hauptdarstellerin in einem Kinospielfilm in 7 Zwerge – Männer allein im Wald
- 2008: Undine Award – Beste jugendliche Darstellerin in einem Fernsehfilm in Der Bibelcode
- 2015: Verdienstmedaille der Bundesrepublik Deutschland